# Weinbau in Spanien

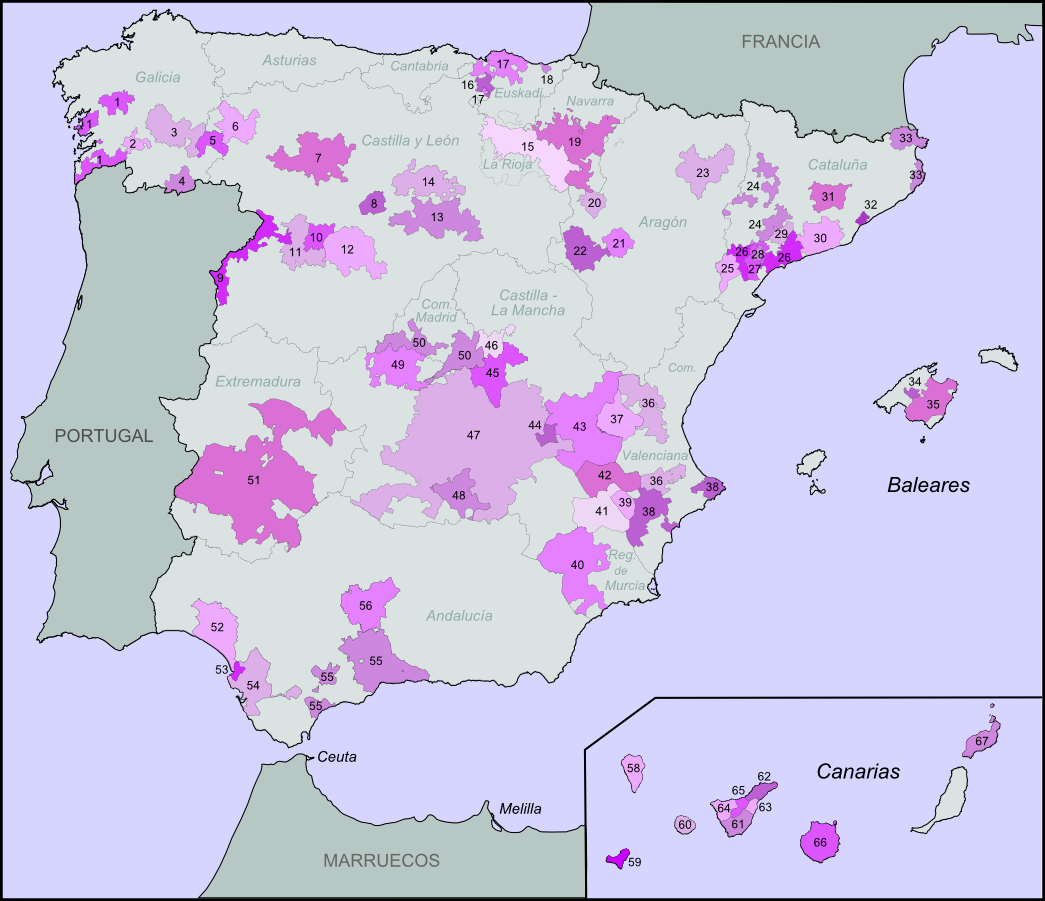

Der Weinbau in Spanien ist ein Sektor von großer Bedeutung für die spanische Wirtschaft, denn das Land hat die größte Rebanbaufläche der Welt. Etwa 967.000 ha Rebanbaufläche (Stand: 2017) werden von etwa 150.000 Winzern in knapp 5.000 Bodegas (Weingüter) und Abfüllbetrieben bewirtschaftet. 2014 wurde Spanien erstmals weltweit zum größten Exporteur von Wein, in der Masse handelte es sich allerdings um Billigweine zur Weiterverarbeitung.

## Bedeutende Rebsorten

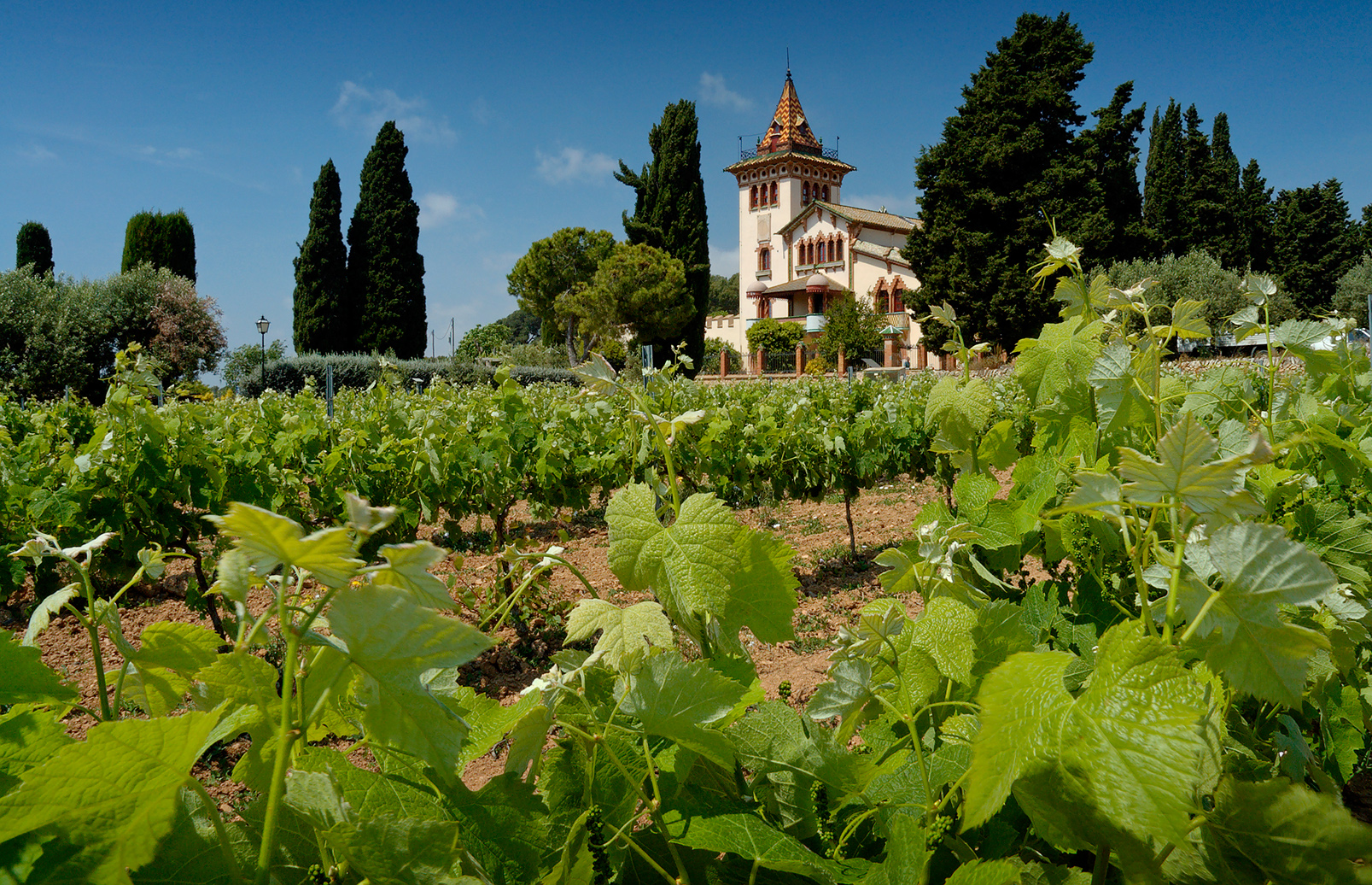
Anbau von Tempranillo in Penedès

Aus mehr als 250 Rebsorten werden Weine in den verschiedensten Stilen und Qualitäten gekeltert. Obwohl Spanien eher als Rotweinland bekannt ist, sind 50 % der Fläche mit weißen Rebsorten bestockt. Spanien ist damit eindeutig der größte Weißweinhersteller der Welt.
Die 15 häufigsten Rebsorten sind nach einer Datenerhebung aus dem Jahr 2000:
- Airén (weiß) mit 338.635 ha, Tendenz stark fallend
- Tempranillo (rot) mit 112.950 ha, Tendenz stark steigend
- Bobal (rot) mit 92.630 ha
- Grenache = Garnacha (rot) mit 86.800 ha, Tendenz stark fallend
- Monastrell (rot) mit 65.100 ha
- Pardillo oder Pardina (weiß) mit 51.572 ha
- Macabeo oder Viura (weiß) mit 32.905 ha
- Palomino oder Listán blanco (weiß) mit 29.845 ha
- Mencía (rot) mit 11.330 ha
- Pedro Ximénez (weiß) mit 11.115 ha
- Cayetana Blanca (weiß) mit 10.743 ha, Tendenz stark steigend
- Chelva (weiß) mit 10.711 ha
- Parellada (weiß) mit 10.415 ha
- Mazuelo (rot) mit 9.470 ha
- Xarel-lo (weiß) mit 9.227 ha

## Weingesetz von 2003
Im Jahr 2003 hat das spanische Parlament ein neues Weingesetz beschlossen. Es gibt drei wesentliche Veränderungen:
- Die Verantwortung für die Qualitätsregelungen der einzelnen Anbaugebiete sowie die Verantwortung für die Überprüfung der Einhaltung wird auf zwei Institutionen aufgeteilt. Bisher erledigten beides die Consejos Reguladores.
- Bei den Vinos de la Tierra, den Landweinen, gibt es jetzt die Möglichkeit, fassgelagerte Weine mit abgestuften Bezeichnungen vergleichbar den Qualitätsweinen kenntlich zu machen.
- Als höchste Qualitätsstufe können künftig Weine aus Einzellagen, die vinos de pago, definiert werden. Dieser Regelung haben vor allem die international bekanntgewordenen Spitzenweine den Weg bereitet, die in den letzten 10 Jahren in Rioja, Ribera del Duero, Navarra oder dem Priorat, aber auch als Landwein unter den Bezeichnungen Superreservas, Vinos de Autor oder Vinos de Alta Expresión bekannt wurden. Diese meist modern gemachten Weine erfüllten in der Vergangenheit nicht die formalen Anforderungen der Region, da diese oft zu starr formuliert sind. Die neue Regelung fördert künftig regionale Spitzenweine.

## Qualitätssystem bei spanischem Wein

### Herkunftsbezeichnungen
- Vino de Mesa ist die einfachste Stufe von Tafelwein und kann aus ganz Spanien stammen. Das Etikett darf weder Herkunftsgebiet noch einen Jahrgang oder eine Rebsortenangabe aufweisen.
- Vino de la Tierra (VdlT) entspricht einem Landwein oder einem französischen Vin de pays. Beim Vino de la Tierra dürfen Rebsorte und Jahrgang angegeben werden. Derzeit gibt es 42 VdlT-Regionen. Im europäischen System tragen sie den Status einer geschützten geografischen Angabe (kurz g.g.A.; spanisch Indicación Geográfica Protegida, kurz IGP).
- Eine Zwischenstufe ist der Vino de Calidad (VC), die oft Weinbaugebiete erhalten mit höheren Qualitätsanforderungen, aber mit geringer Produktion und Verbreitung (zum Beispiel bei im Entstehen begriffenen Weinbaugebieten). Im europäischen System tragen sie jedoch schon wie die höheren Stufen den Status einer geschützten Ursprungsbezeichnung (kurz g.U.; spanisch Denominación de Origen Protegida, kurz DOP).
- Rund die Hälfte der spanischen Rebfläche darf die weit verbreitete Herkunftsbezeichnung Denominación de Origen (D.O.) tragen. Im europäischen System tragen sie den höchstmöglichen Status einer geschützten Ursprungsbezeichnung (kurz g.U.; spanisch Denominación de Origen Protegida, kurz DOP).
- Die Gebiete Rioja und Priorat dürfen sogar die Bezeichnung Denominación de origen calificada (D.O.Ca) tragen. Im europäischen System tragen sie den höchstmöglichen Status einer geschützten Ursprungsbezeichnung (kurz g.U.; spanisch Denominación de Origen Protegida, kurz DOP).
- Seit der Gesetzesnovelle von 2003 wurden 18 Weingüter als Vino de Pago (VP) (ähnlich der Crus Classés in Bordeaux) anerkannt, die somit die Spitze im Qualitätssystem Spaniens darstellen. Im europäischen System tragen sie den höchstmöglichen Status einer geschützten Ursprungsbezeichnung (kurz g.U.; spanisch Denominación de Origen Protegida, kurz DOP). Namhafte Güter sind zum Beispiel:
  - Dominio de Valdepusa
  - Dehesa del Carrizal
  - El Vicario
  - Pago de Arínzano
  - Pago de Otazu
  - Prado de Irache
  - Casa del Blanco
  - Finca Élez
  - El Terrerazo
  - Los Balagueses
  - Pago Guijoso[3]

### Qualitätsstufen
Innerhalb eines Anbaugebiets gibt es folgende Qualitätsstufen:
- Cosecha: Dieses Rückenetikett tragen die Weine, die entweder nicht die nötige Reifezeit im Holzfass und/oder Flasche verbracht haben, um eine der höheren Bezeichnungen tragen zu dürfen, oder die vom Produzenten abgestuft wurden.
- Vino joven werden in der Regel die Weine ohne Holzfassausbau bezeichnet, es gibt jedoch keine rechtliche Festlegung. Als Rückenetikett tragen die Jovenes das vorgenannte.
- Semi Crianza oder Crianza Corta ist eine inoffizielle Bezeichnung und kennzeichnet die Weine, die einige Monate im Holzfass waren, jedoch nicht lange genug gelagert wurden, um als Crianza vermarktet zu werden. Oft findet man die Bezeichnungen Roble oder Barrica auf dem Etikett.
- CVC (Conjunto de varias Cosechas): ein Verschnitt von mehreren Jahrgängen. Ist kaum noch gebräuchlich.
- Crianza: Wein mit mindestens sechs Monaten Fasslagerung und 12 bis 18 Monaten Flaschenlagerung bei mindestens 24 Monaten Gesamtalter. Ausnahmen: in den Gebieten Navarra, Rioja, Ribera del Duero und Penedès sind zwölf Monate Fasslagerung vorgeschrieben. Für Weißweine gilt ein Mindestalter von einem Jahr, davon jeweils 6 Monate in Flasche und Fass.
- Reserva, rot: Wein mit mindestens einem Jahr Fasslagerung und zwei Jahren Flaschenlagerung; weiß: Wein mit mindestens 6 Monaten Fasslagerung und 1,5 Jahren Flaschenlagerung
- Gran Reserva, rot: Wein mit mindestens 2 Jahren Fasslagerung und 3 Jahren Flaschenlagerung; weiß: Wein mit mindestens 6 Monaten Fasslagerung und 3,5 Jahren Flaschenlagerung

Hinter diesen Qualitätsstufen steht die Absicht, hochwertige Qualitätsweine erst dann auf den Markt zu bringen, wenn sie eine gewisse Trinkreife haben. Da Spanien einen sehr großen Anteil an Weinen aufweist, die ein Fass gesehen haben und daher Crianza, Reserva oder Gran R. sind, ist es die erste Wahl, wenn man sehr günstig an Fassweine kommen möchte.
Der Consejo Regulador definiert für jedes D.O.-Gebiet das „Reglamento“ mit der Beschreibung der zugelassenen Rebsorten, den erlaubten Unterlagen, Entscheidungen über Neupflanzungen, der Regulierung des Ertrags pro Hektar, der Dichte der Bestockung, dem Rebschnitt und den Herstellungsmethoden, wie Reifetechnik, Alkoholgehalt, Restzucker, Trockenextraktwerte etc. Erst nach sensorischer Prüfung gibt der Consejo Regulador der jeweiligen Region das Etikett frei. Die zentrale Behörde nennt sich INDO (Instituto Nacional de Denominaciones de Origen).
Einen Überblick über die Qualität spanischer Weine gibt in jedem Jahr der Guía Peñín, Spaniens bekanntester und bedeutendster Weinführer.

## Geschichte des Weinbaus in Spanien
Seit ca. 4000 v. Chr. wird in Spanien Weinbau betrieben. Gefundene Traubenreste belegen sogar die Existenz der Wildrebe zu Ende des Tertiärs. Um 1100 v. Chr. gründeten die Phönizier die Stadt Cádiz an der Südküste Spaniens und betrieben in verstärktem Maße Weinbau. Nach den Phöniziern kamen die Karthager und setzten die Weinbautradition fort.
Im zweiten und dritten Jahrhundert v. Chr. werden im Rahmen der Punischen Kriege die Machtverhältnisse am Mittelmeer zu Gunsten des römischen Reichs verändert. Die nachfolgende politische Stabilität auf der iberischen Halbinsel förderte den Handel mit Rom. Funde von Amphoren in der italienischen Hauptstadt belegen, dass dort zu jener Zeit viel spanischer Wein getrunken wurde. Insbesondere Weine aus Baetica (entspricht in etwa dem heutigen Andalusien) und Tarraconensis (Tarragona) erfreuten sich großer Beliebtheit. Als Proviant für die römischen Soldaten kam der Wein bis in das Loire-Tal, die Bretagne, die Normandie und nach England.

## Kleine Etikettenschule
Anbei eine Übersetzungshilfe der wichtigsten Begriffe auf Etiketten der Weine aus Spanien:
- abocado: lieblich
- aguardiente: häufig gebrauchte Kurzbezeichnung für Tresterbranntwein (aguardiente de orujo)
- añejo, añejado por …: alt, gealtert durch …
- barrica: Fass, Barrique
- blanco: weiß (Weißwein)
- bodega: Weinkellerei, siehe Bodega
- bodeguero: Besitzer einer Bodega
- brut: sehr trocken. Diese Bezeichnung ist nur bei Schaumwein gebräuchlich und entspricht der französischen Bedeutung.
- cava: katalanisch für Sekt, spanische Variante von Perlwein
- cepa: Rebe, Rebsorte
- comarca: Bezirk
- cosecha: Jahrgang, bezeichnet auch das Rückenetikett
- criado por …: ausgebaut durch …
- dulce: süß
- elaborado por …: ausgebaut durch …
- embotellado por …: abgefüllt durch …
- espumoso: Schaumwein
- generoso: gespriteter Aperitif- oder Dessertwein
- método tradicional: seit dem 31. August 1994 Ersatzbezeichnung für méthode champenoise
- rosado: rosé (Roséwein)
- SAT: privatisierte Genossenschaftskellerei
- seco: trocken
- semiseco: halbtrocken
- tinto: rot (Rotwein)
- vendimia: Weinlese
- viña: Weinberg, Weinlage
- viñedo: Weinberg, Weinlage
- vino: Wein
- vino corriente: Alltagswein
- vino de aguja: Perlwein
- vino de pasto: einfacher Tafelwein
- vino de prensa: Pressung der festen Bestandteile aus dem Gärungsprozess
- vino gaseoso: Perlwein, billiger Schaumwein durch Versatz mit Kohlensäure hergestellt

## Anbauregionen

### Übersicht
| Autonome Gemeinschaft        | Weine mit g.U. (spanisch DOP) | Weine mit g.U. (spanisch DOP)              | Weine mit g.U. (spanisch DOP) | Weine mit g.U. (spanisch DOP)                                       | Weine mit g.g.A. (spanisch IGP) |
| Autonome Gemeinschaft        | Vinos de Pago (VP) | Denominaciones de Origen Calificada (DOCa) | Denominaciones de Origen (DO) | Vinos de Calidad (VC)                                               | Vinos de la Tierra (VdlT) |
| ---------------------------- | --- | ------------------------------------------ | --- | ------------------------------------------------------------------- | --- |
| Andalusien                   | |                                            | - Condado de Huelva (sowie Vino Naranja del Condado de Huelva) - Granada - Jerez-Xérès-Sherry - Málaga - Manzanilla-Sanlúcar de Barrameda - Montilla-Moriles - Sierras de Málaga | - Lebrija                                                           | - Altiplano de Sierra Nevada - Bailén - Cádiz - Córdoba - Cumbres del Guadalfeo - Desierto de Almería - Laderas del Genil - Laujar-Alpujarra - Los Palacios - Norte de Almería - Ribera del Andarax - Sierra Norte de Sevilla - Sierra Sur de Jaén - Sierras de Las Estancias y Los Filabres - Torreperogil - Villaviciosa de Córdoba |
| Aragonien                    | - Aylés - Urbezo (beantragt) |                                            | - Calatayud - Campo de Borja - Cariñena - Somontano - Cava (anteilig) |                                                                     | - Bajo Aragón - Ribera del Gállego-Cinco Villas - Ribera del Jiloca - Ribera del Queiles (anteilig) - Valdejalón - Valle del Cinca |
| Asturien                     | |                                            | | - Cangas                                                            | |
| Balearische Inseln           | |                                            | - Binissalem - Pla i Llevant |                                                                     | - Formentera - Eivissa (spanisch Ibiza) - Illes Balears - Illa de Menorca (spanisch Isla de Menorca) - Mallorca - Serra de Tramuntana-Costa Nord |
| Baskenland                   | | - Rioja (anteilig)                         | - Arabako Txakolina (spanisch Txakolí de Álava oder Chacolí de Álava) - Bizkaiko Txakolina (spanisch Txakolí de Bizkaia oder Chacolí de Bizkaia) - Getariako Txakolina (spanisch Txakolí de Getaria oder Chacolí de Getaria) - Arabako Mahastiak (spanisch Viñedos de Álava) (beantragt) - Cava (anteilig) |                                                                     | |
| Extremadura                  | |                                            | - Ribera del Guadiana - Cava (anteilig) |                                                                     | - Extremadura |
| Galicien                     | |                                            | - Monterrei - Rías Baixas - Ribeira Sacra - Ribeiro - Valdeorras |                                                                     | - Barbanza e Iria - Betanzos - Val do Miño-Ourense (spanisch Valle del Miño-Ourense) - Ribeiras do Morrazo - Terras do Navia (veröffentlicht) |
| Kanarische Inseln            | |                                            | - Abona - El Hierro - Gran Canaria - La Gomera - La Palma - Lanzarote - Tacoronte-Acentejo - Valle de Güímar - Valle de la Orotava - Ycoden-Daute-Isora | - Islas Canarias                                                    | |
| Kantabrien                   | |                                            | |                                                                     | - Costa de Cantabria - Liébana |
| Kastilien-La Mancha          | - Campo de la Guardia - Casa del Blanco - Dehesa del Carrizal - Dominio de Valdepusa - Finca Élez - Guijoso - Calzadilla - Pago Florentino - El Vicario - La Jaraba - Los Cerrillos - Vallegarcía |                                            | - Almansa - Jumilla (anteilig) - La Mancha - Manchuela - Méntrida - Mondéjar - Ribera del Júcar - Uclés - Valdepeñas - Campo de Calatrava (beantragt) |                                                                     | - Castilla |
| Kastilien und León           | - Dehesa Peñalba - Urueña - Abadía Retuerta |                                            | - Arlanza - Arribes - Bierzo - Cigales - Ribera del Duero - Rueda - León - Tierra del Vino de Zamora - Toro | - Cebreros - Sierra de Salamanca - Valles de Benavente - Valtiendas | - Castilla y León |
| Katalonien                   | | - Priorat (spanisch Priorato)              | - Alella - Catalunya (spanisch Cataluña) - Conca de Barberà - Costers del Segre - Empordà - Montsant - Penedès - Pla de Bages - Tarragona - Terra Alta - Cava (anteilig) |                                                                     | |
| La Rioja                     | | - Rioja (anteilig)                         | - Cava (anteilig) |                                                                     | - Valles de Sadacia |
| Autonome Gemeinschaft Madrid | |                                            | - Vinos de Madrid |                                                                     | |
| Region Murcia                | |                                            | - Bullas - Jumilla (anteilig) - Yecla |                                                                     | - Campo de Cartagena - Murcia |
| Navarra                      | - Pago de Arínzano - Pago de Otazu - Prado de Irache - Bolandin - Larrainzar (beantragt) | - Rioja (anteilig)                         | - Navarra - Cava (anteilig) |                                                                     | - Ribera del Queiles (anteilig) - 3 Riberas |
| Valencianische Gemeinschaft  | - El Terrerazo - Los Balagueses - Chozas Carrascal - Vera de Estenas - Tharsys (beantragt) |                                            | - Alicante - Utiel-Requena - Valencia - Cava (anteilig) |                                                                     | - Castelló |

Außerdem existieren Bezeichnungen als Vino de Mesa (spanisch für Tischwein) für folgende Regionen:
- Andalucía
- Aragón
- Islas Balears
- Islas Canarias
- Castilla-La Mancha
- Castilla y León
- Catalunya
- Extremadura
- Galicia
- La Rioja
- Madrid
- Murcia
- Navarra
- Valencia

Hinter dem offiziellen Namen (ggf. mehreren Namen) der Region folgt die Weinbergsfläche in ha und der Zeitpunkt, ab dem die Region als DO-Region bzw. als Vino de la Tierra-Region anerkannt ist im Format [mm/jjjj]. In einige Regionen wurde das regionale Weingesetz erst einige Jahre nach der Ernennung zur DO verabschiedet (Verzögerung z. B. durch den Bürgerkrieg). Bei diesen Regionen ist eine weitere Zeitangabe zu finden. Die einzelnen Daten zu einer Region sind jeweils mit einem „•“ voneinander getrennt.

### Andalusien

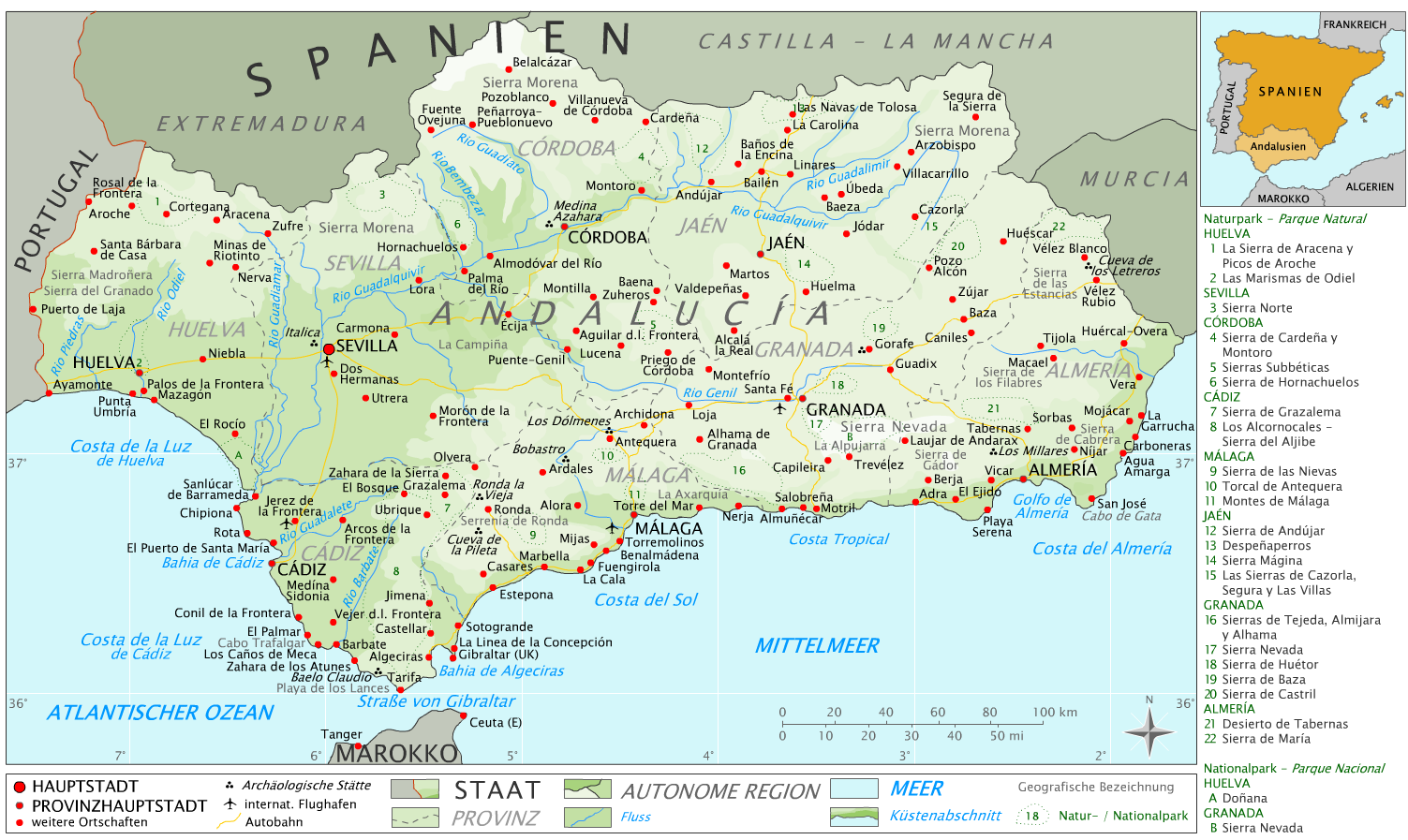
Andalusien

Weinanbaugebiete in Andalusien mit geschützter Herkunftsbezeichnung
(DO = Denominación de Origen)

Andalusien ist die südlichste Region Spaniens und damit der heißeste Teil der Halbinsel. International von Bedeutung ist der bei Jerez de la Frontera erzeugte Sherry.
- Bailén, VdlT • 01/2003
- Cádiz, VdlT • 02/2000
- Condado de Huelva, DO • 5.700 ha • 09/1932 • 12/1932
- Contraviesa-Alpujarra, VdlT • 10/1992
- Córdoba, VdlT • 06/2004
- Desierto de Almería, VdlT • 07/2003
- Granada Sur-Oueste, VdlT • 07/2003
- Jerez, DO (für Sherry; kompletter Name: „Jerez-Xérès-Sherry“) • 10.500 ha • 09/1932 • 01/1935
- Laujar-Alpujarra, VdlT • 04/2000
- Los Palacios, VdlT • 03/2003
- Málaga, DO • 1.100 ha • 09/1932 • 10/1937
- Montilla-Moriles, DO • 9.500 ha • 09/1932 • 10/1945
- Norte de Granada, VdlT • 06/1999
- Ribera del Andarax, VdlT • 03/2003
- Sierra Norte de Sevilla, VdlT
- Sierra Sur de Jaén, VdlT • 09/2003

### Asturien
- Cangas de Narcea, VdlT • 05/2001

### Aragonien
Aragon liegt im Nordosten Spaniens. Die Region umfasst das breite Tal des Ebro. Im Norden dominieren die Pyrenäen, die das dürre Ebrotal mit Wasser versorgen. Aufgrund seiner Lage nahe dieser Gebirgskette haben die Weine der DO Somontana das beste Potential aufzuweisen. Die drei anderen DO-Gebiete liegen südlich des Ebro.
- Bajo Aragón, VdlT • 08/2001
- Calatayud, DO • 6.400 ha • 02/1990
- Campo de Belchite, VdlT • 08/2001
- Campo de Borja, DO • 7.200 ha • 05/1977 • 02/1980
- Cariñena, DO • 16.700 ha • 09/1932 • 05/1960
- Ribera del Gállego-Cinco Villas, VdlT • 08/2001
- Ribera del Queiles, VdlT (ein Teil der Region liegt in Navarra) • 10/2003
- Somontano, DO • 3.300 ha • 04/1980 • 06/1985
- Valdejalón, VdlT • 08/2001
- Valle del Cinca, VdlT • 08/2001
- Valle del Jiloca, VdlT • 08/2001

### Balearen
1991 erhielt Mallorca sein erstes anerkanntes Qualitätsgebiet, Binissalem, nördlich von Palma am Fuße des Tramuntana-Gebirges. 1999 folgte im Osten des Landes das DO-Gebiet Pla i Llevant. Beide Bereiche umfassen 90 % der gesamten Weinproduktion Mallorcas. 2001 wurden in beiden Bereichen auf ca. 700 ha etwa 25 Millionen Liter Wein hergestellt. Auf Mallorca sind ca. 240 Winzer registriert, aber nur ein kleiner Teil davon hat die vorgeschriebenen Kriterien zum Anbau von Qualitätsweinen bisher erfüllt.
- Binissalem-Mallorca, DO • 385 ha • 01/1991
- Formentera, VdlT
- Ibiza, VdlT • 05/2003
- Illes Balears, VdlT • 02/2003
- Isla de Menorca, VdlT • 03/2002
- Plà i Llevant, DO • 250 ha • 03/2001
- Serra de Tramuntana-Costa Nord, VdlT • 02/2002

### Baskenland
- Chacolí de Álava (baskisch Arabako Txakolina), DO • 55 ha • 07/2002 • 08/2002
- Chacolí de Vizcaya (baskisch Bizkaiko Txakolina), DO • 140 ha • 11/1994
- Chacolí de Guetaria (baskisch Getariako Txakolina), DO • 170 ha • 04/1990
- Rioja Alavesa ist eine der 3 Subregionen der DOC Rioja und liegt im Baskenland • 12.500 ha (sind in der Gesamtgröße der Rioja enthalten)

### Kanarische Inseln
- El Hierro, DO • 270 ha • 05/1995
- Gran Canaria • 250 ha
- La Gomera, VdlT • 01/1994
- La Palma, DO • 950 ha • 06/1994
- Lanzarote, DO • 2.200 ha • 06/1994
- Teneriffa
  - Abona, DO • 1.600 ha • 09/1996
  - Tacoronte-Acentejo, DO • 1.700 ha • 09/1992
  - Valle de Güímar, DO • 900 ha • 09/1996
  - Valle de la Orotava, DO • 680 ha • 11/1995
  - Ycoden-Daute-Isora, DO • 1.450 ha • 06/1994

### Kantabrien
- Costa de Cantabria, VdlT
- Líebana, VdlT

### Kastilien-La Mancha
- Almansa, DO • 7.600 ha • 01/1964 • 03/1966
- Castilla, VdlT • 05/1999
- Dominio de Valdepusa, Pago DO • 42 ha • 02/2003 • 03/2003
- Gálvez, VdlT • 04/1988
- La Mancha, DO • 193.000 ha • 09/1932 • 03/1966
- Manchuela, DO • 3.400 ha • 07/2000 • 06/2004
- Méntrida, DO • 12.300 ha • 01/1964 • 03/1966
- Mondéjar, DO • 860 ha • 03/1997
- Pago Guijoso, Pago DO • 04/2005
- Pozohondo, VdlT • 04/1988
- Ribera del Júcar, DO • 9.000 ha • 06/2003
- Sierra de Alcaraz, VdlT • 06/1995
- Uclés, DO • 04/2005
- Valdepeñas, DO • 29.100 ha • 09/1932 • 08/1968

Im Entstehen ist zusätzlich die Region:
- Finca Elez, Pago DO • 37 ha

### Kastilien und León
Kastilien-Léon besteht aus neun Provinzen und bildet das Herzland Spaniens, da von hier aus die Reconquista, die Wiedervereinigung Spaniens unter christlicher Herrschaft im Mittelalter maßgeblich betrieben wurde. Der Fluss Duero beeinflusst die klimatischen Bedingungen der D.O.-Zonen Cigales, Ribera del Duero, Rueda und Toro. Die neueste D.O. Bierzo ist geographisch getrennt von den anderen Regionen und lehnt sich stilistisch eher an Weine aus Galicien an.
- Arribes del Duero, VdlT • 01/2003
- Bierzo, DO • 4.100 ha • 11/1989
- Kastilien und León, VdlT • 09/2002
- Cigales, DO • 2.600 ha • 03/1991
- Ribera del Arlanza, VdlT • 02/1998
- Ribera del Duero, DO • 15.300 ha • 11/1979 • 07/1982
- Rueda, DO • 6.900 ha • 09/1932 • 01/1980
- Tierra de Léon, VdlT (ehemalige Bezeichnung „Valdevimbre-Los Oteros“) • 04/1999
- Tierra del Vino de Zamora, VdlT • 09/2000
- Toro, DO • 4.400 ha • 05/1987
- Valles de Benavente, VdlT • 09/2000

Im Entstehen ist die Region:
- Arribes, DO (diese Region entsteht aus der Landwein-Region Arribes del Duero)

### Katalonien

Weinanbaugebiete mit DO in Katalonien

- Alella, DO • 600 ha • 09/1932 • 12/1955
- Catalunya, DO • 7.000 ha • 02/2001
- Cava (überregionale Denominacion mit Schwerpunkt in Katalonien), D • insgesamt 32.000 ha • 02/1986
- Conca de Barberà, DO • 6.000 ha • 12/1989
- Costers del Segre, DO • 4.144 ha • 05/1988
- Empordà • 2.500 ha • 07/1972 • 05/1975
- Montsant, DO • 2.058 ha • 07/2002
- Penedès, DO • 27.500 ha • 09/1932 • 05/1960
- Pla de Bages, DO • 550 ha • 06/1997
- Priorat, DOCa • 1.600 ha • 09/1932 • 07/1954
- Tarragona, DO • 8.000 ha • 09/1932 • 03/1947
- Terra Alta, DO • 9.200 ha • 12/1972 • 09/1985

### Extremadura(Region)
- Extremadura, VdlT • 11/1999
- Ribera del Guadiana, DO • 16.100 ha • 04/1999

### Galicien
Galicien mit seiner Hauptstadt Santiago de Compostela liegt im Nordwesten Spaniens und unterscheidet sich deutlich von anderen Landesteilen Spaniens. Der Atlantik auf der einen Seite sowie die Gebirgszüge der Cordillera Cantábrica sorgen für ein feuchteres und kühleres Klima. Die Region wird auch oft das grüne Spanien genannt. Es gibt fünf D.O.-Regionen, von denen Rias Baixas das international bekannteste Gebiet ist.
- Betanzos, VdlT • 02/2001
- Monterrei, DO • 660 ha • 01/1996
- Rías Baixas, DO • 2.400 ha • 07/1988
- Ribeira Sacra, DO • 1.200 ha • 09/1997
- Ribeiro, DO • 3.000 ha • 09/1932 • 07/1957
- Valdeorras, DO • 1.300 ha • 07/1945 • 07/1957
- Valle de Miño-Ourense, VdlT • 02/2001

### La Rioja (spanische Region)
- Rioja (3 Sub-DOs, die sich auf die politischen Regionen La Rioja, Navarra und das Baskenland verteilen), DOCa • zusammen 60.200 ha • 09/1932 • 03/1947
- Valles de Sadacia, VdlT • 03/2003

### Autonome Gemeinschaft Madrid
- Vinos de Madrid, DO • 11.800 ha • 11/1990

### Murcia (Region)
- Abanilla, VdlT • 01/2003
- Bullas, DO • 5.500 ha • 09/1994
- Campo de Cartagena, VdlT • 01/2003
- Jumilla, DO • 41.300 ha • 07/1931 • 01/1966
- Yecla, DO • 4.500 ha • 07/1972 • 05/1975

### Navarra
Im Mittelalter beflügelten die Pilger von Santiago de Compostela die Nachfrage nach Wein. Ende des 19. Jahrhunderts profitierte Navarra von seiner Nähe zu Frankreich. Da die Reblaus in Nordspanien erheblich später einfiel als in Frankreich, konnte man während ca. 20 Jahren einen erheblichen Anteil der Produktion dorthin exportieren. 1892 fielen die Rebflächen dem Schädling zum Opfer. Auch wenn die Region sich relativ schnell von diesem Befall erholte, beträgt die aktuelle Rebfläche nur noch ein Drittel der Fläche von 1890.
Die Winzer stellten relativ früh von der Herstellung einfacher Rosados (Roséweine) auf anspruchsvollere Rotweine um. Die Rebsorte Garnacha dominiert dabei die Weinberge. Tempranillo liegt weit abgeschlagen auf dem zweiten Platz. Auf Weißwein entfallen nur ca. 10 % der Weinproduktion. Macabeo ist die vorherrschende Traube.
- Navarra (Weinbaugebiet), DO • 15.900 ha • 09/1932 • 04/1967
- Ribera del Queiles, VdlT (ein Teil der Region liegt in Aragón) • 10/2003
- Rioja, DOCa • 3.000 ha der Subzone Rioja Baja liegen in der politischen Region Navarra (diese sind in der Gesamtgröße unter „La Rioja“ enthalten)

### Valencia (Region)
- Alicante, DO • 14.600 ha • 09/1932 • 02/1957
- Castelló, VdlT • 09/2003
- El Terrerazo, VdlT • 09/2003
- Utiel-Requena, DO • 40.000 ha • 09/1932 • 02/1957
- Valencia, DO • 17.700 ha • 09/1932 • 02/1957